# Pascal Lissouba
Pascal Lissouba, född 15 november 1931 i Tsinguidi i dåvarande Franska Kongo (i nuvarande Kongo-Brazzaville), död 24 augusti 2020 i Perpignan i Frankrike, var Kongo-Brazzavilles president från 31 augusti 1992 till 15 oktober 1997.